# 솔저 (1998년 영화)
《솔저》(영어: Soldier)는 1998년 개봉한 SF 액션 영화이다.

## 줄거리
1996년. 새 군사 훈련 프로그램이 도입되어 고아 신생아들이 선별된다. 도중 부적격으로 판명된 자들은 처형된다.
2036년. 프로그램 생존자 중 하나인 토드 3465 병장은 실전 경험이 풍부하며 노련한 군인이 되어 있다. 그러나 유전자 조작을 통해 신체상 우월하며 감정이 제거된 신종 군인들이 투입되면서 토드의 소속 부대를 대체하는데...

## 출연진
- 커트 러셀 - 토드 “3465” 병장 역
  - 제시 리틀존 - 8살의 토드 역
  - 와이엇 러셀 - 11살의 토드 역
- 제이슨 스콧 리 - 케인 607 역: 신종 군인.
- 제이슨 아이작스 - 미컴 대령 역
- 코니 닐센 - 샌드라 역
- 숀 퍼트위 - 메이스 역: 샌드라의 남편.
- 게리 뷰시 - 처치 대위 역: 토드 소속 부대 지휘관.
- K. K. 도즈 - 슬론 중위 역
- 카일 설리번 - 토미 역
- 코빈 블루 - 조니 역
- 세라 팩스턴 - 앤지 역
- 카르스텐 노르고르 - 그린 역
- 마이클 치클리스 - 지미 피그 역
- 엘리자베스 데너히 - 지미 피그의 아내 역

## 우리말 녹음
SBS 성우진 (2000년 9월 1일)
- 양지운 - 토드(커트 러셀)
- 김영진 - 케인 607(제이슨 스콧 리)
- 유남희 - 샌드라(코니 닐센)
- 이윤선 - 지미(마이클 치클리스)
- 김정호 - 미컴(제이슨 아이작스)
- 이봉준 - 메이스(숀 퍼트위)
- 한상덕 - 처치(게리 뷰시)
- 최옥희
- 이종혁
- 김영훈
- 김옥경
- 조진숙
- 전인배